# Chronotoxicologie
La chronotoxicologie est l’étude des fluctuations temporelles de l’effet incommode ou toxique d’un agent exogène,,,,. La chronotoxicologie est un domaine qui dérive de la chronobiologie. En effet, dépendamment de l’heure, de la saison, des sécrétions hormonales et du métabolisme, les conséquences à la suite de l'exposition d’un agent toxique peuvent varier. Ainsi, ce domaine est essentiel pour comprendre la relation entre le moment d’exposition et la nature de l’agent (médicamenteuse, biologique, chimique ou physique).
La chronotoxicologie se divise en deux domaines; la chronesthésie et la chronocinétique. À son tour, la chronesthésie se divise en 3 branches; la chronotoxicité, la chronotolérance et la chronotératogénicité.

## Histoire
En 1814, un pharmacien novateur, naturaliste, anthropologiste et philosophe du nom de Julien Joseph Virey a publié sa thèse consacrée aux rythmes biologiques. Dans celle-ci, il mentionne que l’effet d’un médicament varie en fonction de l’heure à laquelle il est administré. Les idées de Virey furent cependant critiquées et mal comprises,. À l’époque, les rythmes endogènes entraînés par les facteurs périodiques de l'environnement s'opposaient à la théorie des rythmes exogènes.
L’ouverture vers la chronotoxicologie s’est faite en 1959 à la suite de l'expérience de Erhard Haus et Franz Halberg sur le rythme journalier de la sensibilité de la souris à l’éthanol,. Ils ont démontré par cette expérience que tout dépendant l’heure d’administration de l’éthanol, le niveau de toxicité fluctuait chez la souris. Un an plus tard en 1960, Halberg publie ses résultats quant à l’étude de la résistance changeante journalière de la souris face à une dose fixe de E. coli, d’endotoxine, de ouabaïne, ou de bruit blanc.
En 1984, un incident nocturne majeur est survenu dans une usine d’Inde connu sous le nom de catastrophe de Bhopal. Les victimes recensées comptaient les habitants du village voisin, en plus des animaux à activité diurne à proximité du site. En revanche, les travailleurs de nuit de l’usine ont aisément survécu à l’incident. Malgré les débouchés de Halberg et Haus dans le domaine de la chronotoxicologie, cette catastrophe n’a fait l’objet d’aucune considération chronobiologique à l’époque.

## Chronesthésie
La chronesthésie se définit comme étant la variation dans le temps de la sensibilité et de la susceptibilité des récepteurs cellulaire d’un organisme. La chronesthésie se rapporte à la chronotoxicologie dans le sens où le niveau de toxicité des cellules va dépendre de la sensibilité de ses récepteurs. La chronesthésie peut donc être divisé en trois branches en fonction du niveau de toxicité étudiée:

### Chronotoxicité
La chronotoxicité traite l’étude des substances ayant une toxicité aiguë d’un organisme. Celle-ci ne s’intéresse qu’au seuil de la fatalité associée à la toxicité de l’agent exogène. Le concept de chronotoxicité est un sujet d’étude actif pour l’optimisation thérapeutique telle la chronothérapie. En effet, la compréhension de la variation d’efficacité d’une molécule est cruciale pour adapter les traitements. L'administration d’un médicament à une certaine heure peut s'avérer dangereuse si cela correspond à un moment de toxicité élevé dans le rythme circadien. Un exemple de cela est qu'il a été démontré que l’heure d'administration (et donc la période circadienne) influence l’efficacité de la lidocaïne, un anesthésiant local. De plus, il a été démontré que les souris sont beaucoup plus sensibles à la toxicité d’une injection de cadmium à zeitgeber 8 tandis qu’elles étaient beaucoup plus tolérantes et résistantes entre la fin de la phase nocturne et le début de la phase diurne.

### Chronotolérance
La chronotolérance fait référence à la résistance d’un organisme à la toxicité des agents exogènes. Elle implique donc les agents à toxicité subaiguë. Contrairement à la chronotoxicité, la chronotolérance ne s’intéresse pas à la mortalité de l’organisme. La chronotolérance peut être vue comme l’inverse de la chronotoxicité. Dans le rythme circadien, le moment où la toxicité d’un agent est la plus élevée coïncide également avec le moment où la tolérance est la plus basse. Par exemple, un étude faite avec des souris a démontré que lorsque la ciclosporine  est administrée en fin de phase active, le rein possède alors une meilleure tolérance,.

### Chronotératogénicité
La chronotératogénicité s’intéresse aux agents ayant une toxicité chronique. Une substance tératogène peut induire des malformations. La chronotératogénicité étudie l’effet du moment de l’administration du médicament sur le type de malformation. Par exemple, lorsqu’une souris se voit administrer des corticostéroïdes  durant sa phase nocturne, cela augmente les risques de non-fermeture de la fente palatine. Aussi, l’administration de chlorambucil  lors de la phase lumineuse provoque plusieurs malformations osseuses au niveau du fœtus. Un autre exemple de la chronotératogénicité serait l’administration de cyclophosphamide en après-midi qui pourrait être la cause d’importantes malformations parfois fatales.

## Chronocinétique
La chronocinétique est le domaine d’étude visant à comprendre l'influence circadienne quant à l'absorption et la métabolisation de différents composés pharmaceutique (chronopharmacologie) dans le corps. Quatre processus principaux forment la base de la compréhension de la cinétique des molécules dans l’organisme; l'absorption, la distribution, le métabolisme et l'excrétion des substances. Plusieurs mécanismes circadien-dépendant œuvrent de manière à modifier les processus principaux. Par exemple, les molécules ingérées par voie orale voient leur absorption affectée par des variations circadiennes de potentiel hydrogène gastrique, du moment de vidange gastrique, de la circulation sanguine gastro-intestinale entre-autres. D’autres facteurs circadien-dépendants jouent sur la métabolisation des composés tel que le taux de protéine requise pour la liaison protéique des molécules, l'activité enzymatique hépatique et la circulation hépatique. Pour ce qui est de l’excrétion, elle dépend du taux de filtration glomérulaire et donc de la circulation rénale ainsi que du taux de réabsorption tubulaire.  Ces différents procédés travaillent ensemble pour modifier de manière significative la cinétique des molécules. Par exemple, il été démontrée lors d’une étude sur la cinétique d’un gramme d’acétaminophène chez différents patient que l’heure d’administration provoque un changement dans le temps de demi-vie et la durée écoulée entre l’ingestion du médicament et le pic sanguin de la molécule active. Une expérience similaire comparant l’effet chronocinétique sur la kétoprofène entre la voie per os et la voie intraveineuse obtient des résultats similaires bien que l’effet chronocinétique sur l'absorption soit aboli par la voie intraveineuse.

## Chronotoxicologie spécifique d’organes

### Chronotoxicité hépatique
Une lésion du foie peut être détectée chez un organisme par une forte concentration sanguine d’enzymes hépatiques comme l’aspartate aminotransférase et l’alanine aminotransférase. L’administration de divers solvants comme le chloroforme a permis de prouver l’implication circadienne dans la toxicité hépatique. En effet, lors de l’injection de chloroforme, les taux sériques d’enzymes hépatiques sont à leur maximum durant la période d’activité de l'organisme, et à l’inverse elles sont à leur plus bas lors de la période de repos. Les résultats d’une seconde étude en microscopie électronique ont démontré qu’en période d’activité de l'organisme, les mitochondries hépatiques semblaient davantage endommagées, en plus de démontrer un taux de nécrose plus important.

### Chronotoxicité rénale
Le rein est essentiel pour la filtration du sang, en plus d’éliminer les déchets et toxines issus de transformations métaboliques. Étant donné que presque toute substance aboutit aux reins, une vaste gamme d’entre elles est susceptible d’engendrer une néphrotoxicité. La toxicité rénale peut être évaluée par diverses fonctions connexes, comme la diurèse, la clairance de l’urée ou de la créatine et par la variation de certaines enzymes. Les aminosides sont des antibiotiques reconnus pour leur néphrotoxicité,,. Par exemple, l’amikacine est connue pour son effet néphrotoxique circadien dans l’excrétion de NAG urinaire, en plus d’engendrer une variation circanuelle dans cette même fonction.

### Chronotoxicité auditive
Les aminosides peuvent potentiellement avoir un effet double en causant également une ototoxicité (toxicité auditive),,. Pour tester cet effet, il a été administré une dose de kanamycine, un aminoside, à des rats pendant différents moments de la journée sur une période de plusieurs semaines. Les effets ont été observés au niveau de la cochlée,  une composante de l’oreille interne, de manière graduelle jusqu’à l’atteinte d’un pic correspondant à la phase de repos du rat. Par ailleurs, il a été constaté qu’une température corporelle minimale correspondait à une phase de repos, mais également une ototoxicité maximale. Ainsi, il est possible déterminer le moment idéal pour administrer un médicament (ex: antibiotique), soit lorsque la tolérance est optimale, en mesurant la température corporelle.

### Chronotoxicité gastro-intestinale
Les symptômes potentiellement associés à une toxicité gastrique sont la nausée, le vomissement et les douleurs. Sur un plan chronobiologique, les changements de pH et d’hormones (ex: VIP et gastrine) dans le temps influencent cette toxicité. Par ailleurs, l'administration d’un médicament comme l’aspirine peut être responsable de troubles digestifs tels que des hémorragies digestives,,. Cependant, ces troubles sont moins considérables lors d’une utilisation de l’aspirine en soirée par rapport à une ingestion matinale.